# Единый социальный налог
Еди́ный социа́льный нало́г (ЕСН) был предназначен для мобилизации средств для реализации права граждан на государственное пенсионное и социальное обеспечение (страхование) и медицинскую помощь. Таким образом взимание страховых платежей в социальные фонды было передано в ведение налоговой службы РФ.

## История

### 2001—2010
Введен в Российской Федерации с 1 января 2001 года. Он заменил страховые взносы в Пенсионный фонд, Фонд социального страхования, Государственный фонд занятости населения и фонд обязательного медицинского страхования. С 1 января 2010 года единый социальный налог отменён, вместо него для тех же плательщиков введены страховые взносы в Пенсионный фонд Российской Федерации, Фонд социального страхования Российской Федерации, Фонд обязательного медицинского страхования согласно закону № 212-ФЗ от 24 июля 2009 года.
Ставка отчислений по ЕСН была регрессивной, то есть уменьшалась с ростом зарплаты. Ряд социальных групп имели льготы по уплате ЕСН. При максимальной ставке 26 % платежи разделялись так:
- в Пенсионный фонд РФ 20 %;
- в Фонд социального страхования РФ 3,2 %;
- в Федеральный фонд обязательного медицинского страхования 0,8 %;
- в территориальные фонды обязательного медицинского страхования 2 %.

### После отмены ЕСН
Суммарные ставки отчислений с 1 января 2010 года остались прежними (26 % от фонда оплаты труда), а с 1 января 2011 года увеличены ставки отчислений в Пенсионный фонд и Фонд обязательного медицинского страхования.
С 2017 года администрирование страховых платежей вновь передали под контроль налоговой службы, фактически вернув ЕСН.

## Плательщики ЕСН
Плательщиками единого социального налога в соответствии со статьями 235 и 236 Кодекса признавались организации и индивидуальные предприниматели в случае оформления юридического лица, производившие выплаты физическим лицам по трудовым и гражданско-правовым договорам, предметом которых являлось выполнение работ, оказание услуг (за исключением вознаграждений, выплачиваемых индивидуальным предпринимателям), а также по авторским договорам; также налогоплательщиками являлись индивидуальные предприниматели, адвокаты. Если организация не производила указанных выплат, она не являлась плательщиком ЕСН и не была обязана представлять налоговые декларации по ЕСН.
Согласно пункту 3 статьи 243 Кодекса данные о суммах исчисленных, а также уплаченных авансовых платежей, данные о сумме налогового вычета, которым воспользовался налогоплательщик, а также о суммах фактически уплаченных страховых взносов за тот же период налогоплательщик отражал в расчёте, представлявшемся в налоговый орган не позднее 20-го числа месяца, следовавшего за отчётным периодом (I кварталом, I полугодием, 9 месяцами).
Налоговая декларация по налогу представлялась не позднее 30 марта года, следовавшего за истёкшим налоговым периодом (годом). Копию налоговой декларации по налогу с отметкой налогового органа или иным документом, подтверждавшим предоставление декларации в налоговый орган, налогоплательщик не позднее 1 июля года, следовавшего за истёкшим налоговым периодом, представлял в территориальный орган Пенсионного фонда Российской Федерации (п. 7 ст. 243 Кодекса).

## Объекты налогообложения
Для исчисления единого социального налога и взноса на обязательное пенсионное страхование объектом налогообложения для работодателей являлись:
- выплаты по трудовым договорам;
- вознаграждения в пользу физических лиц по гражданско-правовым договорам, предметом которых являлось выполнение работ, оказание услуг, а также по авторским договорам.

## Льготы по налогу
От уплаты налога освобождались:
1. большинство установленных законодательством пособий и компенсаций, не облагаемых налогом на доходы физических лиц;
2. компенсация за неиспользованный отпуск при увольнении;
3. страховые взносы организации за своих работников по договорам добровольного медицинского страхования, заключенным на срок не менее года;
4. выплаты по договорам добровольного личного страхования на случай трудового увечья или наступления смерти застрахованного работника;
5. другие доходы.

Также не облагались налогом любые выплаты, которые фирма не относила к расходам, уменьшавшим налоговую базу по налогу на прибыль (которые не подлежали учёту в расходах или считались спорными, прежде всего доплата до 100% заработка в больничных).
Единым социальным налогом не облагались доходы сотрудников, которые являлись инвалидами I, II и III группы. Чтобы не платить налог с доходов инвалидов, в налоговую инспекцию необходимо было представить список инвалидов с номерами и датами выдачи справок, подтверждавших факт инвалидности.

## Распределение
| Направление отчисления                                       | 1-й предел (0-280 000 руб. включительно) | 2-й предел (280 000—600 000 руб. включительно) | 3-й предел (более 600 000 руб.) |
| ------------------------------------------------------------ | ---------------------------------------- | ---------------------------------------------- | ------------------------------- |
| Федеральный бюджет                                           | 6 %                                      | 2,4 %                                          | 2 %                             |
| Пенсионный фонд                                              | 14 %                                     | 5,5 %                                          | 0 %                             |
| Территориальные фонды обязательного медицинского страхования | 2 %                                      | 0,5 %                                          | 0 %                             |
| Федеральный фонд обязательного медицинского страхования      | 1,1 %                                    | 0,6 %                                          | 0 %                             |
| Фонд социального страхования                                 | 2,9 %                                    | 1 %                                            | 0 %                             |